# Bachão

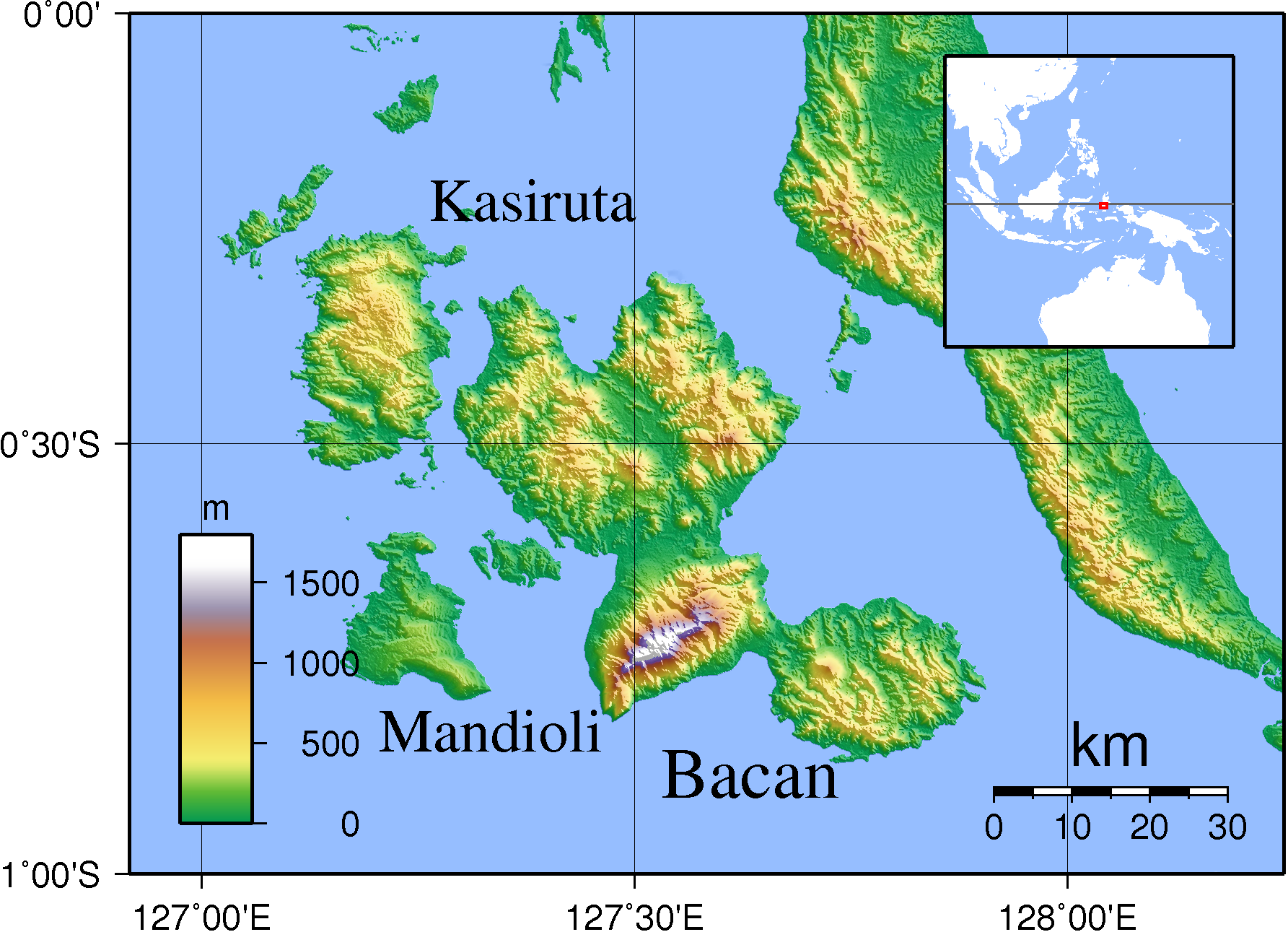
Bacan

Bacan (pronunciado "batchane") ou, na sua forma portuguesa, Bachão é uma ilha da província indonésia das Molucas do Norte, situada a 0°13'- 0°55' S. e 127°22'- 128° E. Está separada da península sudoeste de Halmahera pelo estreito de Patinti. A norte situam-se as ilhas de  Kayoa, Makian, Ternate e Tidore.
Ter cerca de 1.900 km² de área e 13.000 habitantes. A principal cidade de Bacan é Labuha, na parte ocidental. O sul da ilha é montanhoso e o ponto mais elevado atinge os 2.111 m de altitude. A sua forma é muito irregular, à semelhança de outras ilhas próximas.
Bacan forma, em conjunto com as ilhas de Kasiruta a noroeste, Mandioli a oeste, e 80 outras, o arquipélago de Bacan.
O interior de Bacan é pouco povoado. Os habitantes do litoral não são indígenas. Os Sirani (de nasrani, "cristão" em língua malaia, dizem-se descendentes de portugueses), malaios, papuas e imigrantes de outras ilhas.
A ilha tem interesse para a zoologia devido à grande biodiversidade.

## História
Bacan foi dantes um sultanato. O interesse dos europeus por Bacan era devido à sua posição estratégica que permitia o controlo do comércio de especiarias que florescia em Ternate, Tidore e Halmahera. A ilha em si não dispõe de muitos recursos naturais interessantes. 
Em 1558, os portugueses construíram aí um forte. Em 1609, a VOC (Companhia Neerlandesa das Índias Orientais) tomou-o.
Em 1882, os neerlandeses começaram a explorar a ilha, sem êxito, devido à pobreza do solo e da falta de mão-de-obra.
Em 1889, foi substituida a monarquia por um conselho de chefes tradicionais.